# Тункевич Аліса Володимирівна
Аліса Володимирівна Тункевич — українська акторка театру та кіно. Акторка «Національного академічного драматичного театру ім. Лесі Українки» (з 2013), актриса студії «Мамахохотала» (з 2017).

## Життєпис
Народилася 20 вересня 1990 року.
2012-го закінчила Київський національний університет театру, кіно і телебачення імені Івана Карпенка-Карого (майстерня Петра Ільченка).
З 2012-го року акторка Київського експериментального театру «Золоті ворота».
З 2013-го року акторка Національного академічного драматичного театру ім. Лесі Українки.

## Фільмографія
- 2009 — «Чужі помилки» — епізод
- 2011 — «Свати–5 — епізод
- 2014 — «Особиста справа» — епізод
- 2014–2015 — «СишишШоу» — епізод
- 2015 — «Перекладач» — епізод
- 2015–2021 — «Реальна містика»
- 2016 — «Майор і магія» — повія
- 2016 — «Одинак» — Злата, ресторанна співачка
- 2016 — «Перрехрестя» — епізод
- 2016 — «Я ніколи не плачу» — епізод
- 2017 — «Ментівські війни. Одеса» (Фільм 1, Фільм 2) — Віка, подруга Насті
- 2018 — «Куратори» — Вікторія Романівна
- 2018 — «Ти моя кохана» — Стася, колишня громадянська дружина Кирила
- 2019 — «Таємниці» — Діана, однокурсниця Лори
- 2021 — «Різниця у віці» — Лора

## Ролі в театрі
Київський експериментальний театр «Золоті ворота»
- «Собор Паризької Богоматері» В. Гюго — Есмеральда

Національний академічний драматичний театр імені Лесі Українки
- «Суміш небес та балагану»
- «Варшавська мелодія» — Геля
- «Скрізь один… Свічка на вітрі»
- «Джульєтта та Ромео»
- «Дядюшкін сон» — Діва сновидінь
- «Уявний хворий» — Циганка
- «Новорічні сюрпризи» — Червона Шапочка
- «Потрібний брехун!» — подруга Піцці Кіці